# Darren Debono
Darren Debono  (* 9. Januar 1974) ist ein ehemaliger maltesischer Fußballspieler auf der Position eines Abwehrspielers.

## Laufbahn
Debono spielte von 1996 bis 2002 56 Länderspiele für die maltesische Nationalmannschaft. In dieser Zeit war sein Verein Valletta F.C. Bei einem Freundschaftsspiel gegen England im Jahr 2000 wurde seine Nase von Alan Shearers Ellbogen gebrochen.

## Nach dem Fußball
Nach dem Ausscheiden aus dem Fußball betrieb Debono ein Restaurant und besaß Fischerboote. Im Oktober 2017 wurde er in Lampedusa festgenommen und wegen Beteiligung am Ölschmuggel aus Libyen angeklagt.